# Bupleurum eginense
Bupleurum eginense là một loài thực vật có hoa trong họ Hoa tán. Loài này được (H.Wolff) Snogerup mô tả khoa học đầu tiên năm 1971.